# Vanda Juhász
Vanda Juhász (ur. 6 czerwca 1989) – węgierska lekkoatletka specjalizująca się w rzucie oszczepem.
W 2011 zajęła dziesiątą lokatę w mistrzostwach Europy młodzieżowców. Odpadła w eliminacjach igrzysk olimpijskich w Londynie. Reprezentantka kraju w drużynowych mistrzostwach Europy, zimowym pucharze w rzutach i meczach międzypaństwowych. 
Medalistka mistrzostw Węgier ma w dorobku trzy złota (Szekszárd 2011, Szekszárd 2012 i Budapeszt 2013) i dwa brązowe medale (Budapeszt 2009 i Debreczyn 2010). W 2011 została zimową mistrzynią kraju.
Rekord życiowy: 59,31 (16 czerwca 2012, Szekszárd). 

## Osiągnięcia
| Rok  | Impreza                                          | Miejsce  | Lokata            | Wynik |
| ---- | ------------------------------------------------ | -------- | ----------------- | ----- |
| 2011 | Zimowy puchar Europy w rzutach lekkoatletycznych | Sofia    | 8. miejsce        | 51,17 |
| 2011 | I liga drużynowych mistrzostw Europy             | Izmir    | 5. miejsce        | 52,83 |
| 2011 | Młodzieżowe mistrzostwa Europy                   | Ostrawa  | 10. miejsce       | 51,93 |
| 2012 | Mistrzostwa Europy                               | Helsinki | el. – 17. miejsce | 53,65 |
| 2012 | Igrzyska olimpijskie                             | Londyn   | el. – 36. miejsce | 50,01 |